# Chaux-des-Crotenay
 Chaux-des-Crotenay  es una población y comuna francesa, situada en la región del Franco Condado, departamento de Jura, en el distrito de Lons-le-Saunier y cantón de Les Planches-en-Montagne.
Algunos historiadores creen que Chaux-des-Crotenay podría haber sido el emplazamiento de la antigua ciudad de Alesia, sitiada por los romanos, basándose en ruinas de fortificaciones encontradas allí y que parecen coincidir con la descripción de la batalla dada por César. Sin embargo, las actuales evidencias arqueológicas sitúan Alesia casi con toda probabilidad en Alise-Sainte-Reine.

## Demografía
| 468 | 454 | 418 | 394 | 362 | 375 |
| Para los censos de 1962 a 1999 la población legal corresponde a la población sin duplicidades (Fuente: INSEE [Consultar]) |     |     |     |     |     |